# Hyperaeschra tertuosa
Hyperaeschra tertuosa är en fjärilsart som beskrevs av Johann Gottlieb Otto Tepper 1881. Hyperaeschra tertuosa ingår i släktet Hyperaeschra och familjen tandspinnare. Inga underarter finns listade i Catalogue of Life.